# Die christliche Kunst

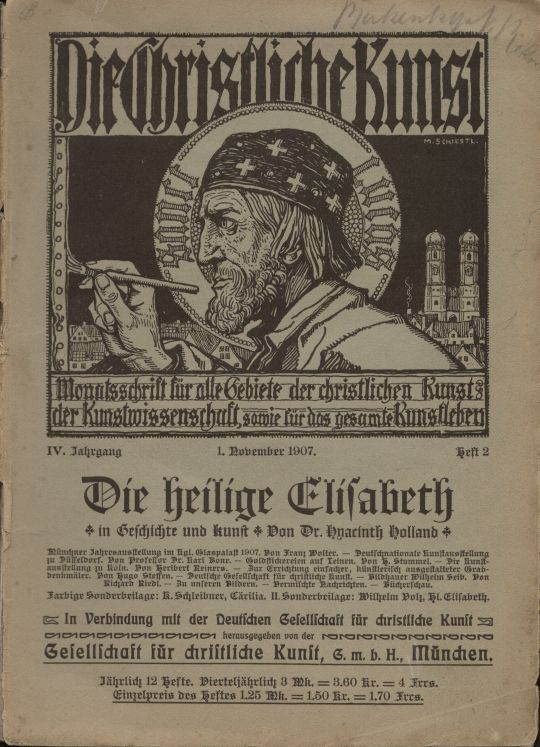
Die christliche Kunst, Titelblatt November 1907

Die christliche Kunst war eine Monatszeitschrift, die von 1904 bis 1937 in München erschien. Der Titelzusatz lautete in den Jahrgängen 1–22 Monatsschrift für alle Gebiete der christlichen Kunst und der Kunstwissenschaft sowie für das gesamte Kunstleben, danach bis zum letzten, dem 33. Jahrgang Monatsschrift für alle Gebiete der christlichen Kunst und Kunstwissenschaft.
Die Zeitschrift wurde in Verbindung mit der Deutschen Gesellschaft für christliche Kunst herausgegeben von der Gesellschaft für christliche Kunst GmbH München. Die Schriftleitung hatte bis 1924 Sebastian Staudhamer, danach Georg Lill, Michael Hartig und Richard Hoffmann. Sie enthielt Fotografien und Erläuterungen großer „klassischer“ Werke, gab aber auch dem zeitgenössischen kirchlich-christlichen Kunstschaffen breiten Raum.
In der letzten Ausgabe hieß es unter der Überschrift An unsere Leser:
„Mit Wehmut nehmen wir heute Abschied von unseren Lesern. Die Neuordnung der preßgesetzlichen Verhältnisse hat es mitsichgebracht, daß die Zeitschrift von dem Verlage ‘Gesellschaft für christliche Kunst GmbH’ nicht weitergeführt werden darf“.